# Playa del Rey
Playa del Rey est un quartier de la ville de Los Angeles en Californie, au bord de l'Océan Pacifique.

## Description
Le quartier se trouve à proximité de l'aéroport international de Los Angeles et de la Marina Del Rey.

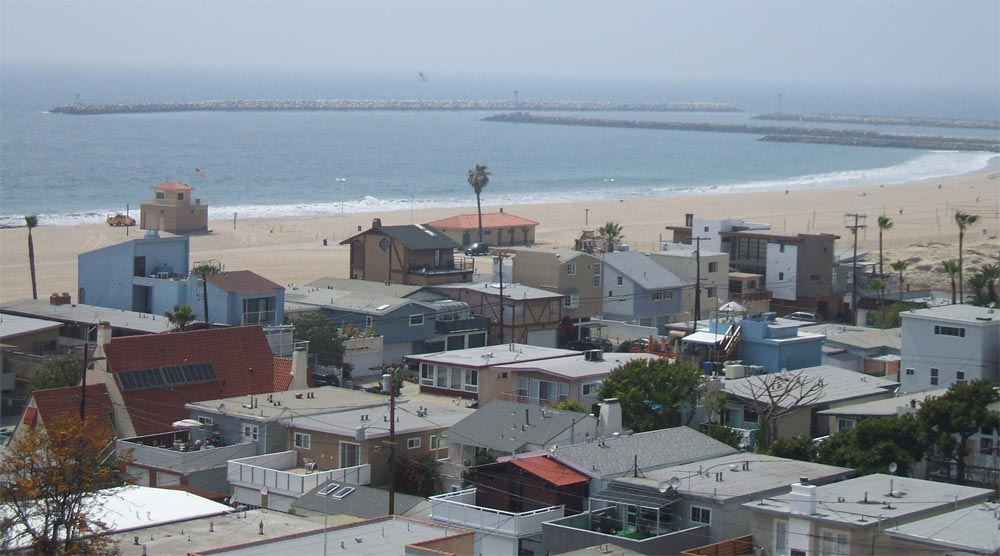
Vue de Playa del Rey depuis une des collines longeant la plage